# تشيك
التشيك (بالتشيكية: Češi)، مجموعة عرقية من الشعوب السلافية الغربية موطنها جمهورية التشيك في أوروبا الوسطى ويشتركون في الأصل والثقافة والتاريخ واللغة التشيكية يشكلون معظم سكان جمهورية التشيك. يبلغ عددهم الإجمالي نحو 12 مليون نسمة. يتكلمون اللغة التشيكية، وهي من اللغات السلافية الغربية، قريبة من اللغة السلوفاكية.
كان يطلق على التشيكيين العرقيين اسم (البوهيميين) في اللغة الإنجليزية حتى أوائل القرن العشرين  في إشارة إلى الاسم السابق لبلدهم بوهيميا الذي أقتبس من قبيلة (بوي) السلتية التي عاشت في العصر الحديدي المتأخر. 
خلال عصر الهجرات استقرت القبائل الغربية السلافية في المنطقة واستوعبت ما تبقى من السكان السلتيك والجرمانيين وشكلت إمارة في القرن التاسع، كانت هذه الإمارة في البداية تابعة لمورافيا العظمى في شكل دوقية بوهيميا ثم تحولت إلى مملكة بوهيميا أسلاف جمهورية التشيك الحديثة.
ينتشر الشتات التشيكي بأعداد ملحوظة في الولايات المتحدة وكندا وإسرائيل والنمسا وألمانيا وسلوفاكيا وأوكرانيا وسويسرا وإيطاليا والمملكة المتحدة وأستراليا وفرنسا وروسيا والأرجنتين ورومانيا والبرازيل بأعداد أكثر من الدول الأخرى.